# Bernardo Garza Sada
Bernardo Garza Sada (Monterrey, 1 de janeiro de 1930 - 7 de novembro de 2009) foi um empresário mexicano, que fundou e dirigiu várias empresas por mais de vinte anos no Grupo Industrial Alfa, que por sua vez, tem mais de cem afiliadas.

## Biografia
Bernardo era neto do empresário Isaac Garza Garza e filho do filantropo Roberto Garza Sada e Margarita Sada García. Estudou no Instituto de Tecnologia de Massachusetts (MIT) e durante sua fase adulta, casou-se com Silvia de la Fuente, com qual teve três filhos: Silvia, Bernardo e María Eugenia. Em 1965, ele fundou a Televisión Independiente de México, assim, tornou-se parte do conselho de acionistas do Grupo Televisa, que foi liderado por Emilio Azcárraga Milmo.